# Live from Las Vegas (Frank Sinatra)
Live from Las Vegas è un album dal vivo del cantante statunitense Frank Sinatra, pubblicato nel 2005, ma registrato nel 1986.

## Tracce
1. Intro (A Lovely Way to Spend an Evening) [instrumental]
2. I've Got the World On a String
3. What Now My Love
4. I Get a Kick Out of You
5. My Heart Stood Still
6. Luck Be a Lady
7. I've Got a Crush on You
8. Mack the Knife
9. Monologue
10. The Girls I Never Kissed
11. For Once in My Life
12. Someone to Watch Over Me
13. Maybe This Time
14. I've Got You Under My Skin
15. Only One to a Customer
16. I Have Dreamed
17. My Way
18. New York, New York
19. Bows (You Are There) [instrumental]